# Lumphini Park

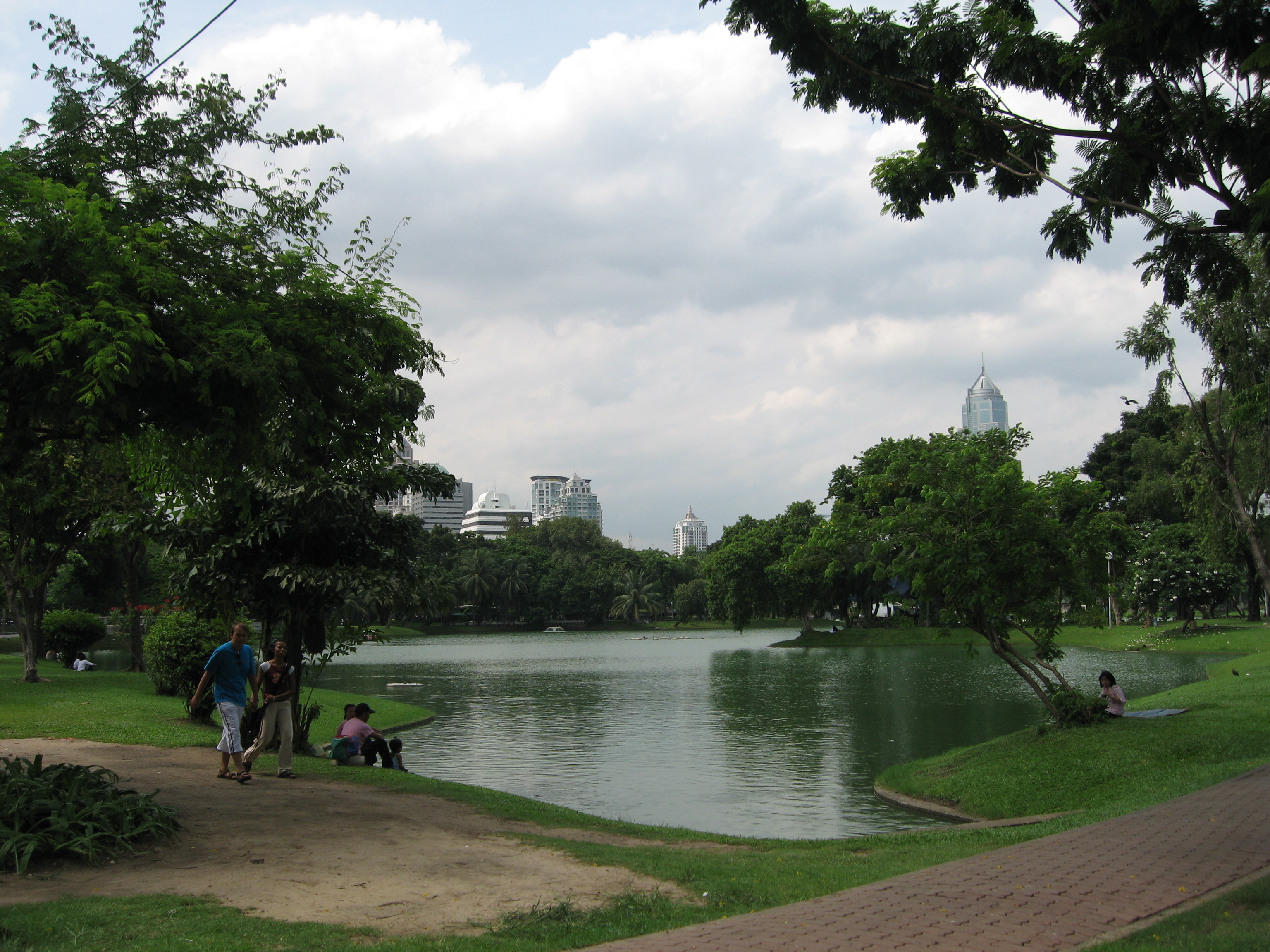
Lumphini park

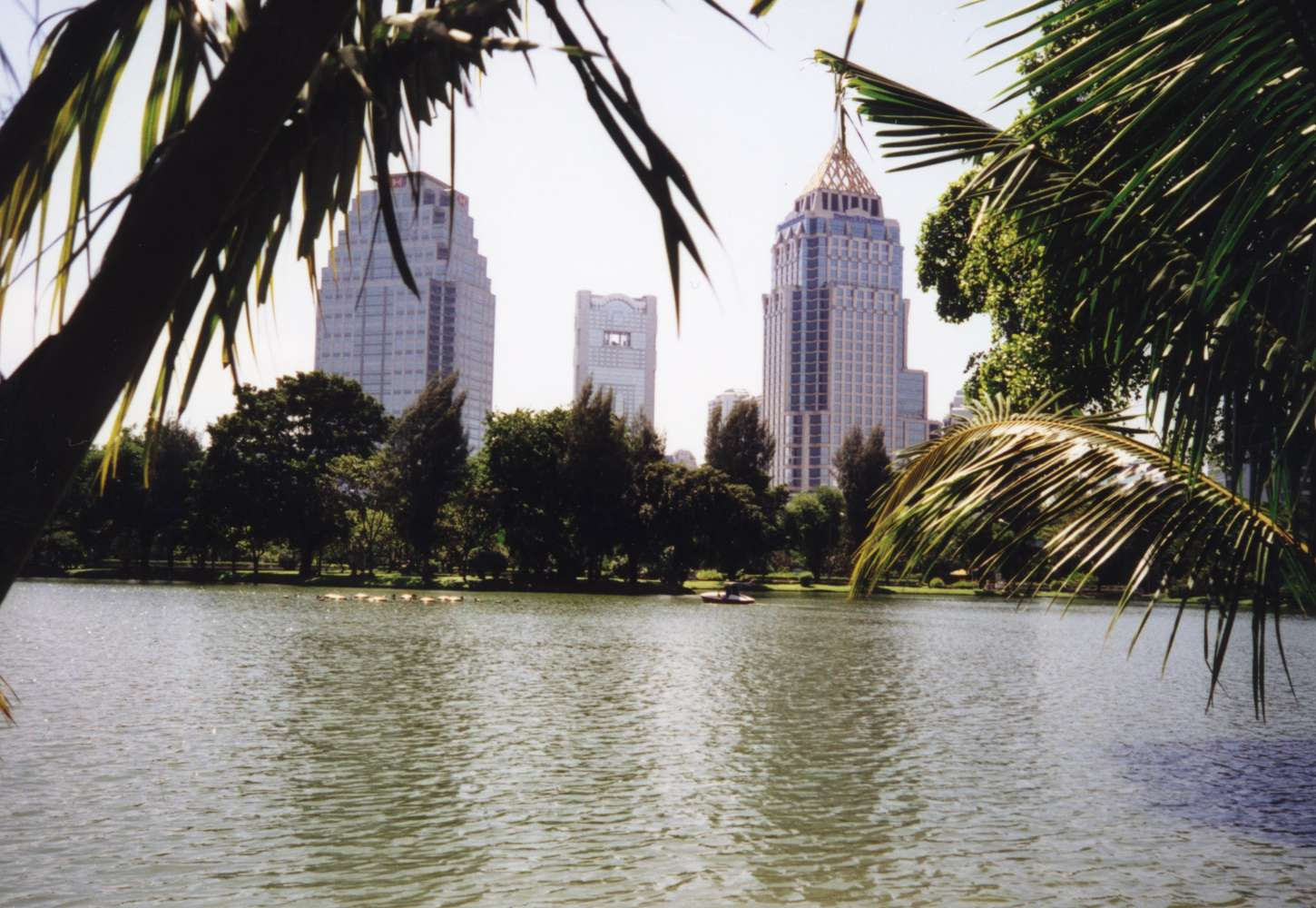
Lumphini park met de wolkenkrabbers van Bangkok op de achtergrond

Lumphini Park (ook wel Lumpini, Lumpinee of Suan Lumpini, (Thai สวนลุมพินี) is een ongeveer 56 hectare groot park in Bangkok, Thailand. Het park is zeer groen en bevat een groot kunstmatig meer waar bezoekers een boot kunnen huren.
Lumpini Park is aangelegd in de jaren twintig van de 20e eeuw door Koning Rama VI op koninklijk terrein. Bij de zuidwestelijke toegang tot het park staat een beeld van deze koning. Het park is vernoemd naar de geboorteplaats van Buddha in Nepal, namelijk Lumbini. Ten tijde van de aanleg van het park lag deze in de buitenwijken van de stad.
Tegenwoordig ligt het park midden in het centrum van het zakelijke district en valt onder het subdistrict Lumphini, aan de noordelijke kant van Rama IV Road, tussen Ratchadamri Road en Witthayu Road.
In de zuidoostelijke hoek van het park ligt op het traject van de Rama IV Road bij het kruispunt de Thai Belgian Flyover, gemaakt met componenten van het Brussels viaduct van Koekelberg die België aan Thailand schonk.
Lumphini Park is een van de weinige gebieden in de Thaise hoofdstad die constant bewaakt worden door politieagenten.
De beste tijd om het park te bezoeken is voor 7 uur 's ochtends als de lucht nog relatief schoon is en er Tai chi beoefend wordt door Chinese inwoners van de stad. Tegen de avond, als de temperatuur weer afneemt, worden er gratis collectieve aerobics lessen gegeven.
Ook zie je dan veel mensen die aan het joggen zijn over het 2,5 kilometer lange pad dat is aangelegd in het park.
Een opvallende bewoner van het park is de watervaraan.